# オートルート A3
オートルート A3（Autoroute française A3、高速道路A3号線）は、パリ市と、シャルル・ド・ゴール国際空港のそばにあるヴァル＝ドワーズ県のゴネスを結ぶフランスのオートルートのひとつ。欧州自動車道路E15号線の一部でもある。

## 経路
- パリ環状線と接続する。
- 1 バニョレ（Bagnolet）、モントルイユ（Montreuil）、A186号線と接続。
  -  ポルト・ド・バニョレ＝ル・ブラン＝メニルAS（Porte de Bagnolet-Le Blanc-Mesnil）、サービスエリア。
- 2 ノワジー＝ル＝グラン（Noisy-le-Grand）、ロニー＝スー＝ボワ（Rosny-sous-Bois）、ヴィルモンブル（Villemomble）、A86号線とA103号線に接続。
- 3 ボビニー（Bobigny）
- 4 ボンディ（Bondy）
- 5 ドランシ（Drancy）、オルネー＝スー＝ボワ（Aulnay-sous-Bois）
- 6 ル・ブラン＝メニル（Le Blanc-Mesnil）、ヴィルパント（Villepinte）
- A1号線と接続する。

## 欧州自動車道路
全線が欧州自動車道路E15号線に指定されている。

## 通過する地域圏と県
- イル＝ド＝フランス地域圏
  - セーヌ＝サン＝ドニ県
  - ヴァル＝ドワーズ県